# Jonathan Kitilit
Jonathan Kiprotich Kitilit (* 24. April 1994 im Trans-Nzoia County) ist ein kenianischer Mittelstreckenläufer, der sich auf den 800-Meter-Lauf spezialisiert hat.

## Sportliche Laufbahn
Erste Erfahrungen bei internationalen Meisterschaften sammelte Jonathan Kitilit bei den Juniorenafrikameisterschaften 2013 in Bambous, bei denen er die Silbermedaille über 800 Meter gewann sowie mit der kenianischen 4-mal-400-Meter-Staffel den fünften Platz belegte. Zwei Jahre später nahm er an den Militärweltspielen im südkoreanischen Mungyeong teil, wurde dort Vierter über 800 Meter sowie 12. im 1500-Meter-Lauf. 2018 nahm er erstmals an den Commonwealth Games im australischen Gold Coast teil und belegte dort in 1:46,12 min den sechsten Platz über 800 Meter.
2018 wurde Kitilit kenianischer Meister im 800-Meter-Lauf.

## Persönliche Bestzeiten
- 800 Meter: 1:43,05 min, 27. August 2016 in Paris
- 1500 Meter: 3:39,81 min, 25. Juni 2015 in Turku